# 寶石高鰭刺尾魚
寶石高鰭刺尾魚，為輻鰭魚綱鱸形目刺尾魚亞目刺尾魚科的其中一個種，於1835年首次被法國動物學家Achille Valenciennes正式描述為Acanthurus gemmatus，其模式產地為模里西斯，分布於西印度洋區，從莫三比克至南非海域，包括馬達加斯加、模里西斯、留尼旺，棲息深度10-61公尺，本魚體呈橢圓形，口鼻部中等長度，背部輪廓呈凹形，高背鰭的鰭條最長，為標準長度的2.6至3.2倍，整體顏色為深褐色，有大量白色小斑點，這些斑點通常是圓形，但有些可能是縱向延伸，分佈在頭體、臀鰭和背鰭上，尾鰭為黃色，背鰭硬棘4枚、背鰭軟條27-28枚、臀鰭硬棘3枚、臀鰭軟條24-25枚，體長可達22公分，棲息在岩礁區及珊瑚礁區，以藻類為食，為高經濟價值的觀賞魚。

## 擴展閱讀
維基物種上的相關：寶石高鰭刺尾魚